# Quintana (Familienname)
Quintana ist ein spanischer Familienname.

## Namensträger
- Alejandro Quintana (* 1951), chilenischer Schauspieler und Regisseur
- Alfonsín Quintana (1923–2018), kubanischer Sänger
- Alfredo Quintana Bravo (1988–2021), kubanisch-portugiesischer Handballspieler
- Ana Rosa Quintana (* 1956), spanische Journalistin und Fernsehmoderatorin
- Andrés Quintana Roo (1787–1851), mexikanischer Politiker und Dichter
- Anna Catharina de Quintana († 1755), niederländische Schauspielerin und Theaterregisseurin
- Anton Quintana (1937–2017), niederländischer Schriftsteller
- Antoni Agramont i Quintana (1851–1906), katalanischer Flügelhornist, Cobla-Dirigent und Sardana-Komponist
- Carlos Quintana (* 1976), puerto-ricanischer Boxer
- Carlos Quintana (Politiker) (1912–1987), mexikanischer Politiker
- Carme Mateu Quintana (1936–2018), katalanische Kunstmäzenin
- Ceferino Quintana (1894–1977), US-amerikanischer Politiker
- Dario Rubén Quintana (* 1971), argentinischer Ordensgeistlicher, Prälat von Cafayate
- Dayer Quintana (* 1992), kolumbianischer Radrennfahrer
- Edison Quintana, uruguayischer Reiter
- Enrique Quintana Achával (1917–2013), argentinischer Diplomat
- Federico Quintana Achával (1910–2000), argentinischer Diplomat
- Gaspar Quintana Jorquera (* 1936), chilenischer Geistlicher, Bischof von Copiapó
- Hamlet Lima Quintana (1923–2002), argentinischer Dichter, Sänger, Komponist und Maler
- Harry Quintana (* 1989/90), deutscher Rapper
- Horacio Quintana (1920–2007), argentinischer Tangosänger und -komponist
- Ignacio Quintana (* 1988), mexikanischer Fußballtrainer
- Ismale Quintana (* 1937), puerto-ricanischer Musiker
- José Luis Quintana (1948–2025), kubanischer Perkussionist, siehe Changuito
- Julio Quintana (Fußballspieler) (1904–1981), peruanischer Fußballspieler
- Julio Quintana Martínez (* 1962), kubanischer Boxer
- Julio César Quintana (* 1978), paraguayischer Fußballschiedsrichter
- Lucio Moreno Quintana (1898–1979), argentinischer Jurist und Richter
- Luis Quintana (Boxer, I), kolumbianischer Boxer
- Luis Quintana (Boxer, II), argentinischer Boxer
- Luis Quintana (Schauspieler)  (* 1988), deutscher Schauspieler
- Luis Quintana (Fußballspieler) (* 1992), mexikanischer Fußballspieler
- Luis A. Quintana (* 1960), amerikanischer Politiker
- Luis Carlos Quintana Gonzalez (* 1986), panamaischer Boxer
- Manuel Quintana (1835–1906), argentinischer Politiker, Staatspräsident 1904 bis 1906
- Manuel José Quintana (1772–1857), spanischer Dichter und Dramatiker
- Mapi Quintana (* 1980), spanische Jazz- und Weltmusikerin
- Maria Quintana (* 1966), US-amerikanische Freestyle-Skierin
- Mario Quintana (1906–1994), brasilianischer Lyriker, Schriftsteller, Übersetzer und Journalist
- Mathías Quintana (* 1991), uruguayischer Fußballspieler
- Nairo Quintana (* 1990), kolumbianischer Radrennfahrer
- Omar Almeida Quintana (* 1981), kubanischer Schachspieler
- Orestes Quintana (1880–1909), spanischer Ruderer, Fußballspieler und -schiedsrichter
- Óscar Vicente Ojea Quintana (* 1946), argentinischer Geistlicher, Bischof von San Isidro
- Paula Quintana (1965–2023), chilenische Soziologin und Politikerin
- Pedro Quintana Arias (* 1989), spanischer Biathlet
- Pedro López Quintana (* 1953), spanischer Geistlicher, Titularerzbischof von Acropolis
- Pilar Quintana (* 1972), kolumbianische Schriftstellerin
- Ramiro Quintana (* 1994), uruguayischer Fußballspieler
- Ramón de la Quintana (1774–??), spanischer Franziskaner und Pädagoge
- Rosita Quintana (1925–2021), argentinische Schauspielerin
- Sebastián Quintana (* 1983), uruguayisch-katarischer Fußballspieler, bekannt als Sebastián Soria
- Tomás Ojea Quintana, UN-Sondergesandter für Nordkorea
- Tomás Quintana Roo (1789–1860), mexikanischer Priester und Politiker
- Víctor Melchor Quintana Quezada (* 1969), mexikanischer Geistlicher, Bischof von Nuevo Casas Grandes
- Viviana Quintana (* 1996), puerto-ricanische Stabhochspringerin
- Yandro Quintana (* 1980), kubanischer Ringer
- Yeferson Quintana (Yeferson Agustín Quintana Alonso; * 1996), uruguayischer Fußballspieler